# Мирталипов, Шафик Аюпович
Мирталипов Шафик Аюпович (20 мая 1929, Ташкент — 28 декабря 1986)

## Биография
Родители — Мирталипов Аюп и Баймухамедова Махбуза.
Специальность — инженер-механик сельского хозяйства, окончил Ташкентский институт инженеров ирригации и механизации сельского хозяйства (1952). Кандидат экономических наук — САНИИЭСХ — 1981 г. Подготовил 10 кандидатов наук. Подготовил диссертацию на соискание учёной степени доктора экономических наук, но в связи с внезапным резким ухудшением состояния здоровья защита не состоялась.
В своих научных исследованиях обоснованы целесообразность, структура и задачи инженерной службы в хлопководстве. В соавторстве с академиком Платоновым В. разработаны и экономически обоснованы ресурсосберегающие технологии возделывания хлопчатника.
Места работы — Багдадская МТС, Ахунбабаевская РТС, Маргиланский горком КПСС, Ферганский обком КПСС, Ферганский облисполком, Совет Министров УзССР, Госкомсельхозтехника УзССР, Министерство сельского хозяйства УзССР, Министерство Совхозов УзССР, рук. отдела САНИИЭСХ. Рецензировал материалы по механизации хлопководства в редакции Узбекской энциклопедии.
Награждён Орденом Трудового Красного Знамени (1957 г.), орденами Знак Почета (1965 г. и 1973 г.), являлся Заслуженным механизатором УзССР — 1972 г., Отличник сельского хозяйства СССР — 1972 г., Депутат Верховного Совета СССР созыва 1963 г., награждён юбилейной медалью Президиума Верховного Совета СССР «За доблестный труд» — 1970 г. неоднократно награждался медалями ВДНХ СССР (золотыми — в 1957 г.,1958 г., 1966 г; серебряной — 1964 г.; бронзовыми — 1967 г. и 1968 г.).
В 1959 г. в составе первой делегации советских специалистов был в США для изучения передовых методов ведения сельского хозяйства.

## Публикации
Автор 3 монографий и более 70 статей.
- Мирталипов Ш. А. Оптимальная структура материально-технической базы на селе. Сельское хозяйство Узбекистана,1983.
- Мирталипов Ш. А. Экономические проблемы индустриализации сельскохозяйственного производства Узбекской ССР. Ташкент: Узбекистан, 1982. — 176 с.
- Мирталипов Ш. А. Совершенствование планирования и эффективность комплексной механизации возделывания хлопчатника, Ташкент, 1983.

Разработанные им рекомендации успешно реализованы и применены в следующих научных работах:
- Кадырова. М. М. «История развития животноводства в Узбекистане (80-е годы)»
- http://www.lib.hokudai.ac.jp/collections/personal/taizo-nakamura/list2.
- http://www.biblus.ru/Default.aspx?book=17567h7